# Симеон Джугаеци
Симеон Джугаеци (арм. Սիմեոն Ջուղայեցի; дата рожд. неизв. — ум. 1657) — армянский философ, богослов, языковед, педагог, и общественный деятель XVII века.

## Биография
Симеон Джугаеци родился в конце XVI века в Восточной Армении, в городе Джуга, бывший в то время то под османским, то под персидским владычеством. В 1605 году, в раннем детстве он, в числе сотен тысяч других армян, был насильственно угнан в Персию. Переселенные армяне основали в Персии город Нор-Джуга, где Джугаеци и получил начальное образование. В 1620 году стал учеником местного духовного предводителя армян — Хачатура Кесараци, с которым в 1629 году в качестве представителя первопрестольного Эчмиадзина путешествовал по заселённым армянами местам Малой Азии, посетив при этом Константинополь, Крым, Польшу (Львов). Спустя два года в 1631 году Джугаеци возвращается в Армению и встречается с Меликсетом Вжанеци, у которого берёт уроки философии. Однако, не закончив полного курса, в конце того же года, он вернулся в Нор-Джугу, где занимался самообразованием, попутно ведя преподавательскую деятельность. Получив необходимые ему знания, он стал одним из образованнейших людей своего времени. Во время своей педагогической практики, всячески пытаясь противостоять распространяющемуся латинофильству, он убедился, что отсутствие учебника грамматики на родном языке затрудняет его изучение. В результате долгих наблюдений и кропотливой работы, в 1637 году из под пера Симеона Джугаеци выходит первая в современном смысле целостная грамматика армянского языка.

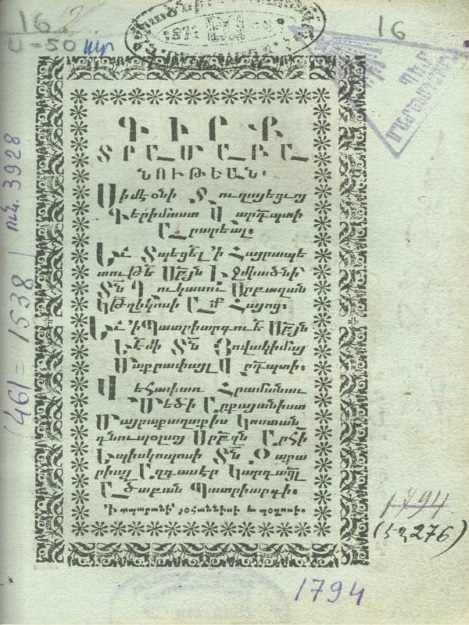
Обложка издания «Книги логики», 1794, Константинополь

В середине XVII века Джугаеци написал свой наиболее значительный философский труд: «Книгу логики», которая на протяжении веков была самой распространенной в армянских школах учебником философии. «Книга логики» в 1728 и 1794 годах дважды переиздавалась и дважды переводилась на грузинский язык, оказав благотворное влияние на видных деятелей грузинской культуры Антония Багратиони, Давида Багратиони, Иоанна Багратиони и др.
В 1651 году Симеон Джугаеци отредактировал армянский перевод труда известного греческого неоплатоника V века Прокла Диадоха «Элементы теологии», переведенного с грузинского языка в XIII веке, и написал к нему довольно пространные «Толкования». Спустя столетие это произведение Прокла с толкованиями Джугаеци было вновь переведено на грузинский язык. По окончании «Толкований» к труду Прокла Симеон Джугаеци написал новую работу, которая, однако, осталась незаконченной из-за смерти автора в 1657 году. Тем не менее, работа эта очень важна для изучения философских воззрений Симеона Джугаеци.
У Симеона Джугаеци единство двух форм познания — физики и метафизики; это подтверждает сам Симеон, говоря, что одно из них не может быть без другого, что оба они всегда бывают совместно и дополняют друг друга
Симеон Джугаеци утверждал богоединство первопричиной мира, определяя её как возможность, которая обусловливает собой многообразие единичных сущностей и которая в качестве действительности существует как внешняя природа. Единичное сущее, по Джугаеци, есть что-то материальное, для которого материальность не является случайным атрибутом, «ибо когда мы отрицаем случайное — не уничтожается подлежащее, а когда отрицаем материю — подлежащее уничтожается». Основой природы, согласно ему же, является её материальное бытие. У Симеона получается единство двух форм познания — метафизики и физики; это подтверждает сам Джугаеци, говоря, что одно из них не может быть без другого, что оба они всегда бывают совместно и дополняют друг.
В своих работах, Симеон Джугаеци говорил не только об органах чувств, их соотношении, функциях и значении, он также стремился изучить строение головного мозга человека. Им была высказана мысль о том, что мозг является тем материальным субстратом, который обусловливает различные формы познания: ощущение, память, мнение и размышление.

## Работы
- «Книга логики»
- «Толкования»
- «Логика»
- «Книга, которая называется грамматикой»
- «Комментарии» к «Элементам теологии»